# Lester J. Whitlock

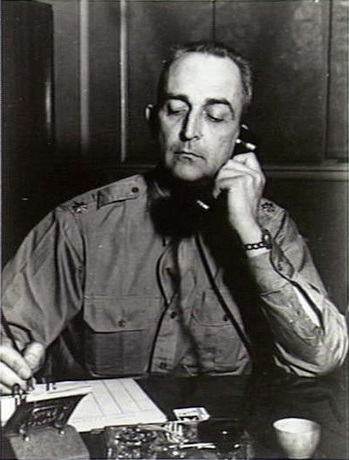
Lester J. Whitlock

Lester Johnson Whitlock (* 27. Oktober 1892 in Piqua, Miami County, Ohio; † 18. Oktober 1971 in Miami, Miami-Dade County, Florida) war ein Generalmajor der United States Army. Er kommandierte unter anderem die 10. Gebirgsdivision.
Lester Whitlock war der Sohn von Horace E. Whitlock und dessen Frau Nora geborene Gilbert. Er besuchte die öffentlichen Schulen seiner Heimat. Im Jahr 1910 absolvierte er die Piqua High School. Anschließend studierte er bis 1914 an der Miami University in Oxford in Ohio. Danach arbeitete er bei einer Reifenfirma und wurde Mitglied der Nationalgarde von Ohio, in der er es bis zum Feldwebel brachte. Er blieb bis Juli 1917 Mitglied der Nationalgarde und wurde während der Mexikanischen Expedition an der Grenze zu Mexiko stationiert.
Nachdem amerikanischen Eintritt in den Ersten Weltkrieg trat Whitlock in das US-Heer ein. Nach einer Offiziersausbildung wurde er im August 1917 in das Offizierskorps aufgenommen. In der Armee durchlief er anschließend alle Offiziersränge vom Leutnant bis zum Zweisterne-General. Whitlock wurde zunächst nicht auf den europäischen Kriegsschauplatz versetzt. Stattdessen diente er in einem in den Vereinigten Staaten verbliebenen Feldartillerieregiment. Erst im Spätsommer 1918 gelangte er nach Frankreich. Dort gehörte er zu einer Einheit die den Verschiffungs- bzw. Einschiffungshafen von Brest organisierte. Nach dem Krieg kehrte er in die USA zurück.
In den 1920er Jahren absolvierte er den für Offiziere in den jeweiligen Rangstufen üblichen Dienst in verschiedenen Einheiten und Standorten. Außerdem war er als Dozent für Militärwissenschaft unter anderem beim ROTC-Programm der University of Oklahoma tätig. Anfang der 1930er Jahre leitete er ein zum Civilian Conservation Corps (CCC) gehörendes Lager in  Sulphur Springs in Texas. Bis Mitte der 1930er Jahre blieb er in verschiedenen Positionen in Texas und Arizona bei diesem Corps. Schließlich leitete er den CCC-Bezirk für Arizona. Im Jahr 1935 erreichte er den Rang eines Majors.
Im Jahr 1938 absolvierte Lester Whitlock das Command and General Staff College in Fort Leavenworth in Kansas. Anschließend wurde er im Kriegsministerium als Stabsoffizier eingesetzt. Während des Zweiten Weltkriegs diente er von November 1941 bis Oktober 1945 unter General Douglas MacArthur im Südwestpazifik als dessen Generalstabsoffizier für Logistik (G4). Am 2. Januar 1945 erfolgte seine Beförderung zum Generalmajor. Auch während der Besatzungszeit Japans blieb Whitlock als G4 im Stab von MacArthur, der inzwischen zum General of the Army ernannt worden war.
Von August 1948 bis Oktober 1950 kommandierte Lester Whitlock die reaktivierte 10. Gebirgsdivision. Danach wurde er Kommandeur über den Militärstandort Fort Riley. Zwischen 1951 und 1954 kommandierte er die amerikanischen Heereseinheiten in der Karibik. Sein Hauptquartier befand sich in Fort Amador in Panama. Anschließend ging er in den Ruhestand, den er in Coral Gables in Florida verbrachte. Er starb am 18. Oktober 1971 in Miami und wurde auf dem Nationalfriedhof Arlington beigesetzt.

## Orden und Auszeichnungen
Lester Whitlock erhielt im Lauf seiner militärischen Laufbahn unter anderem folgende Auszeichnungen:
- Army Distinguished Service Medal (2-Mal)
- Legion of Merit (4-Mal)
- Order of the British Empire (Großbritannien)
- Distinguished Service Star (Philippinen)